# Triebenbach
Triebenbach är ett vattendrag i Österrike.   Det ligger i förbundslandet Steiermark, i den centrala delen av landet, 160 km sydväst om huvudstaden Wien.
I omgivningarna runt Triebenbach växer i huvudsak barrskog. Runt Triebenbach är det ganska glesbefolkat, med 35 invånare per kvadratkilometer.